# Бронеавтомобиль Вонлярлярского
Бронеавтомобиль Вонлярлярского — российский экспериментальный пулемётный бронеавтомобиль периода Первой мировой войны. Построен по проекту прапорщика Вонлярлярского в 1915 году в единственном экземпляре. Отличался большой оригинальностью и конструктивным новаторством, однако в силу высокой сложности изготовления и связанной с этим высокой стоимости не был принят к серийному производству.

## История создания
С началом Первой мировой войны в различные военные учреждения и институты Российской империи начали поступать многочисленные проекты бронетехники, разработанные офицерами Русской армии. Некоторые из них были весьма оригинальны и отражали передовые для своего времени тенденции конструирования боевых машин. К примеру, штабс-капитан Владимир Мгебров в своих проектах активно использовал так называемое рациональное бронирование — расположение бронелистов под большими углами наклона, что ощутимо повышало их пулестойкость. Помимо прочего, такое решение придавало машинам весьма оригинальный внешний вид. Схожим путём пошёл и штабс-капитан Былинский, который старался придать обводам корпуса бронемашин максимально обтекаемые формы.
Однако самым футуристичным внешним видом обладал бронеавтомобиль, разработанный в 1914—1915 годах прапорщиком Вонлярлярским. В марте 1915 года по этому проекту силами мастерских Броневого отдела Военной автомобильной школы был забронирован один легковой автомобиль «Рено». Весной 1915 года были проведены испытания бронеавтомобиля, результаты которых были весьма обнадёживающими. Главное военно-техническое управление даже планировало выдать Ижорскому заводу заказ на бронировку ещё двух образцов боевой машины, однако высокая технологическая сложность бронекорпуса и связанная с этим солидная цена постройки броневика (5900 рублей) привели к отказу от развития данного проекта.

## Описание конструкции
Корпус бронеавтомобиля Вонлярлярского практически не имел прямых углов в местах стыка бронелистов (разве что за исключением бортов) и собирался преимущественно из гнутых и цилиндрических секций. При этом кормовой части броневика Вонлярлярский придал выраженную обтекаемую форму. Это было оправдано, так как в то время бронеавтомобили чаще всего шли в бой задним ходом, а кормовой пост управления на данной машине не предусматривался. Вообще же, по степени оригинальности и экстравагантности внешнего вида бронеавтомобиль почти не имел себе равных и находился в одном ряду с Австро-Венгерским бронеавтомобилем Romfell.
Вооружение бронеавтомобиля состояло из двух 7,62-мм пулемётов «Максим», один из которых устанавливался в башне кругового вращения, другой — в кормовом спонсоне.
Силовой установкой броневика служил «родной» бензиновый карбюраторный двигатель Renault жидкостного охлаждения мощностью 40 лошадиных сил. Подвеска зависимая, на стальных полуэллиптических рессорах. В заднеприводной (4 × 2) ходовой части использовались спицованные колёса.

## Эксплуатация и боевое применение
Достоверно известно, что весной 1915 года опытный образец бронеавтомобиля прошёл официальные испытания. Однако сведений о дальнейшей судьбе этой машины нет.

## Оценка машины
К сожалению, крайняя скудность имеющихся сведений о данном бронеавтомобиле не позволяет сделать обоснованных выводов о его боевых и эксплуатационных качествах. Вероятно, смелая форма бронекорпуса должна была обеспечивать приемлемую защиту броневика, а его подвижность и огневая мощь были близки, к примеру, бронеавтомобилям «Остин». Однако высокая сложность изготовления и программируемая ею цена машин поставили крест на возможности серийного производства бронеавтомобиля Вонлярлярского.